# 都農町地域福祉バス

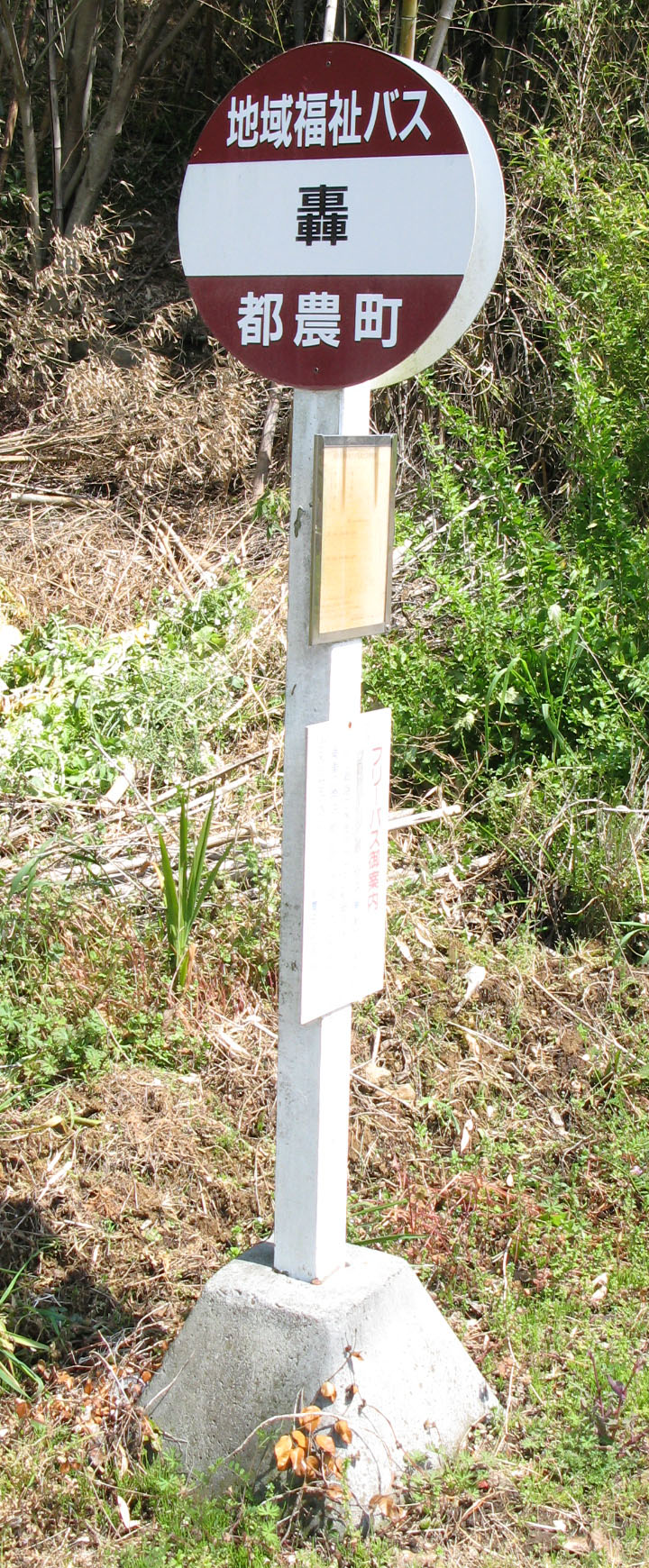
地域福祉バスのバス停

都農町地域福祉バス（つのちょうちいきふくしバス）は、宮崎県児湯郡都農町にて運行しているコミュニティバスである。
運行は、地元のタクシー会社有限会社あい交通に委託されている。

## 運行概況
- 料金：おとな200円、小学生以下100円
- 運休日：土曜日・日曜日・祝日

## 沿革
- 2010年（平成22年）4月1日：運行内容変更。寺迫線新設。

## 路線
※以下は2010年4月1日現在の情報である。
征矢原・都農駅線
- （都農駅←都農町役場←都農バス停←都農町立病院←）都農バス停 - 都農小前 - 丸溝 （→長野峠→ / ←下征矢原←） 中原 - 征矢原 - 峠
  - 朝1本のみの運行。往路は都農バス停発、復路は都農駅まで。長野峠→峠→下征矢原間はフリー乗降制。

征矢原線1
- （Aコープ前→） 都農町立病院 - 都農バス停 - 都農小前 - 丸溝 - 下征矢原 - 中原 - 征矢原 - 峠
  - 昼1本のみの運行。往路はAコープ前発、復路は町立病院まで。下征矢原 - 峠間はフリー乗降制。

征矢原線2
- （Aコープ前→都農町立病院→） 都農バス停 - 都農小前 - 丸溝 （→下征矢原→ / ←長野峠←） 中原 - 征矢原 - 峠
  - 夕方1本のみの運行。往路はAコープ前発、復路は都農バス停まで。下征矢原→峠→長野峠間はフリー乗降制。

轟線
- 轟→立野→和田橋→西三日月原→春の山団地
  - 朝片道1本のみの運行。和田橋以外はフリー乗降制乗合タクシーで運行。

平山・木和田線
- 平山→木和田→下苽生→都農町立病院→都農小前→都農バス停
  - 朝片道1本のみの運行。平山→下苽生間はフリー乗降制。

木和田・轟線
- 都農小前→都農バス停→都農町立病院→下苽生→平山→木和田→上田→和田橋→春の山団地→和田橋→立野→轟
  - 昼と夕方に片道各1本の運行。下苽生→轟間は和田橋を除いてフリー乗降制。

轟・朝草線
- （Aコープ前→） 都農町立病院→都農バス停→朝草→立野→轟→立野→和田橋→春の山団地→都農町役場→都農バス停→都農町立病院
  - 月曜日・木曜日のみ、朝と昼に片方向各1本の運行。Aコープ前始発は昼の便のみ。朝草→春の山団地間は和田橋を除いてフリー乗降制。

木和田・舟川・藤見線
- （Aコープ前→） 都農町立病院→下苽生→木和田→平山→長野峠→丸溝→牧神社前→下苽生→都農町立病院→都農バス停→都農町役場 （→都農郵便局→ながとも医院）
  - 月曜日・水曜日・金曜日のみ、朝と昼に片方向各1本の運行。朝の便は町立病院→ながとも医院間、昼の便はAコープ前→役場間の運転。下苽生→長野峠間、丸溝→下苽生間はフリー乗降制。

芋川・鼓線 - 下浜・篠別府線
- 篠別府公民館 - 今新別府 - 新田 - （→下浜→福原尾→） - 都農駅 - 都農郵便局 - ながとも医院 - 都農町役場 - 都農バス停 - 都農町立病院 （←Aコープ前） - 木和田 - 芋川 - 木和田 - 鼓 - 都農町立病院 - 都農バス停 - 都農町役場
  - 火曜日・金曜日のみ、朝の公民館発町立病院行きと昼のAコープ前発公民館行きの1往復運行。下浜地区は往復とも同一順序で停車。今新別府 - 新田間、下浜はフリー乗降制。
- 都農町立病院 - 下苽生 - 芋川 - 鼓 - 佃十字路 - 下苽生 - 都農町立病院 （→ / ←Aコープ前←） 都農バス停 - 都農町役場 - ながとも医院
  - 火曜日のみ、朝の町立病院発ながとも医院行きと昼のながとも医院発町立病院行きの両方向各1本運行。下苽生 - 鼓間、佃十字路 - 下苽生間はフリー乗降制。

寺迫線
- 都農駅→東都農駅→東都農→寺迫公民館→東都農→黒丸公民館→丸溝→都農バス停→都農町立病院→都農バス停→都農町役場→ながとも医院 
  - 火曜日・木曜日のみ、朝の片道1本のみ運行。都農駅→東都農駅間、東都農→寺迫公民館間、東都農→黒丸公民館間はフリー乗降制。
- 都農町役場←都農駅←黒丸公民館←東都農←寺迫公民館←東都農←東都農駅←心見←丸溝←都農バス停←都農町立病院←Aコープ前←都農バス停←都農町役場←ながとも医院
  - 火曜日・木曜日のみ、昼の片道1本のみ運行。心見→東都農駅間、東都農→寺迫公民館間、黒丸公民館→都農駅間はフリー乗降制。

## 車両
- 日野・リエッセ1台と、トヨタ・ハイエース1台を使用している。便によってどちらが使用されるかは固定されている。
- リエッセは「ふれあいおすず号」、ハイエースは「ふれあいやとぎ号」の愛称がつけられている。

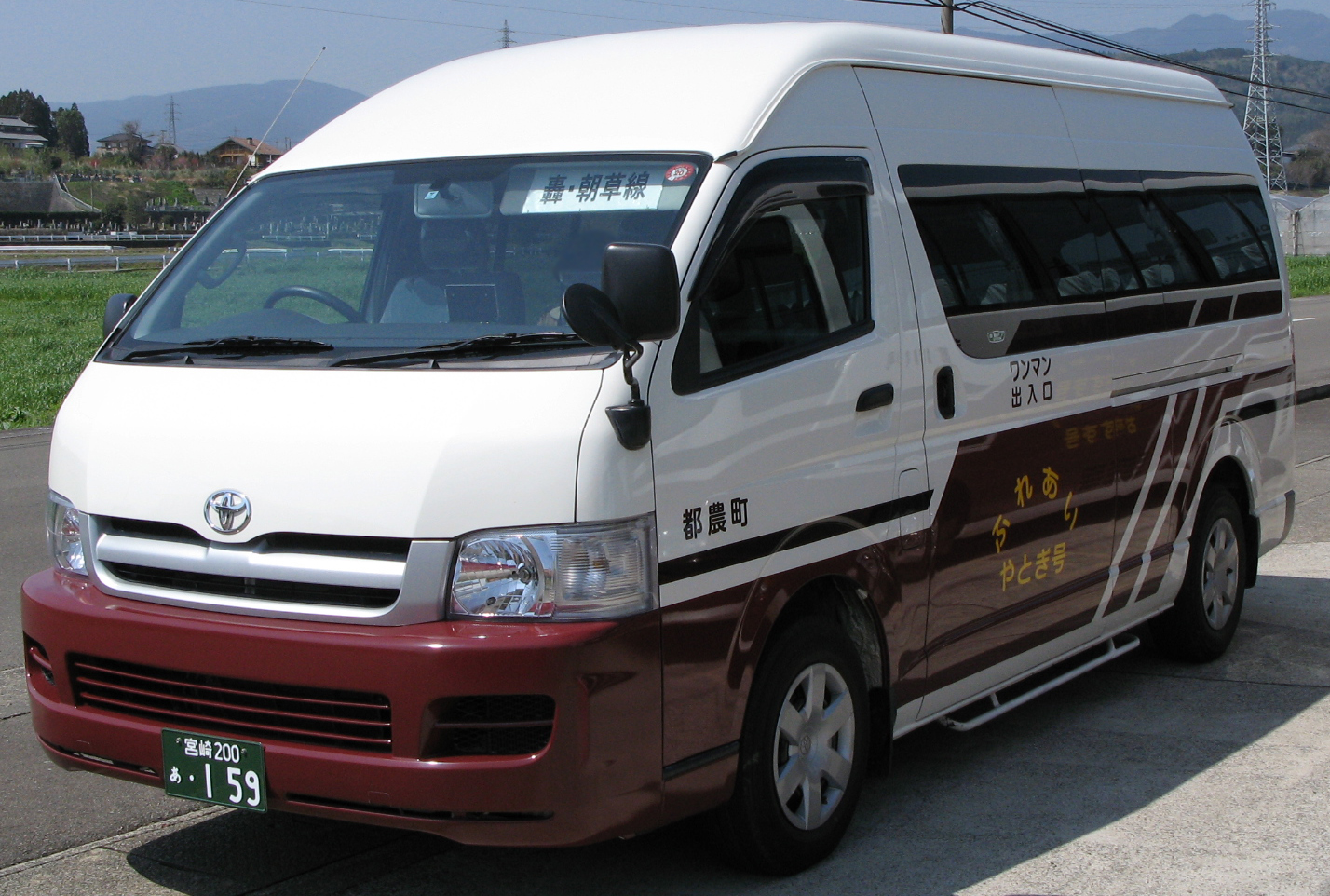
ふれあいやとぎ号の車両